# Ralph Schoenman
Ralph Schoenman (geb. 1935 in Brooklyn, New York City; gest. 2023) war ein US-amerikanischer politischer Friedensaktivist. Er war persönlicher Sekretär von Bertrand Russell und wurde Generalsekretär der Bertrand Russell Peace Foundation. Er war an einer Reihe durch Russell unterstützter Projekte beteiligt, unter anderem der Campaign for Nuclear Disarmament (CND), dem Komitee der 100 und einem inoffiziellen Kriegsverbrecher-Tribunal gegen US-amerikanische Politiker wegen ihres Verhaltens im Vietnamkrieg. Kurz bevor Russell im Jahr 1970 starb, sagte er sich öffentlich von Schoenman los.

## Leben
Schoenman studierte an der Princeton University. Während seiner Studienzeit beteiligte er sich an zahlreichen Protestveranstaltungen. Im Jahr 1958 übersiedelte er von den Vereinigten Staaten nach Großbritannien, wo er sich in der CND engagierte. Dies brachte ihn in Kontakt zu Russell, für den er ab 1960 arbeitete. Schoenmans Einfluss auf Russell wurde von Bernard Levin kritisiert, der Schoenman teilweise verantwortlich für Russells heftigen Antiamerikanismus hielt, den der im Gegensatz zu früheren antikommunistischen Stellungnahmen sah. Russell sagte 1970 über Schoenman: „Wissen Sie, er ist ein ziemlich unbesonnener junger Mann, und ich muss ihn im Zaum halten.“
Im Jahr 1963 beteiligte sich Schoenman als Russells Sekretär an Versuchen, eine Lösung für den Indisch-Chinesischen Grenzkrieg zu finden, nachdem China im vorhergehenden Jahr einen Waffenstillstand erklärt hatte. Weil Schoenman das kommunistische China besucht hatte, beschränkte die US-Regierung seine Reisefreiheit, indem die Botschaft in London seinen Pass nur noch für Rückreisen in die USA verlängerte.

### Russell-Tribunal
Schoenman war Organisator und Teilnehmer des Russell-Tribunals, eines internationalen Kriegsverbrechertribunals, das 1966 und 1967 Nordvietnam und Kambodscha besuchte.
Zusätzlich zu den eigenen Kamerateams der Gruppe verhandelte Schoenman mit den US-amerikanischen Rundfunkanstalten National Broadcasting Company (NBC) und Columbia Broadcasting System (CBS) über die Produktion von Fernsehberichten über den Besuch des Tribunals in Hanoi, über deren Bedingungen aber keine Einigkeit erzielt werden konnte. Die Rundfunkanstalten beklagten sich, dass sie gebeten worden waren, für das Privileg zu bezahlen, und hatten auch den Eindruck, dass die ihnen auferlegten Beschränkungen, darunter die Zensur ihrer Aufnahmen, ihre Objektivität einschränken würde. Der Direktor von CBS News, Richard Salant, sagte über das Russell-Tribunal: „Sie sind darauf aus, mit ihren Ermittlungen etwas zu beweisen, und sie sind gekränkt“. Schoenman widersprach den Vorwürfen, dass Honorare oder Zensur verlangt worden seien, wies aber darauf hin, dass Rundfunkanstalten dafür zahlen würden, Aufnahmen von anderen zu erhalten, wie es die American Broadcasting Company (ABC) getan habe, um an Filme von einem der Kameraleute des Tribunals zu gelangen.
Nach diesen Besuchen in Vietnam behauptete Schoenman in einer Anhörung des Tribunals, dass die Vereinigten Staaten dort einen Völkermord begangen hätten. Er sagte: „Es ist nicht möglich, jeden Tag vier Millionen Pfund an Bomben auf ein Land der Größe von New York und Pennsylvania zu werfen, ohne dabei die Zivilbevölkerung auszulöschen.“
Während das Tribunal stattfand, widerrief die US-Regierung aufgrund Schoenmans unerlaubter Besuche in Nordvietnam seinen Reisepass. Nachdem er nach Bolivien gereist war, um den Prozess gegen Régis Debray zu besuchen, ließen ihn dortige Beamte im November 1967 zurück in die Vereinigten Staaten deportieren. Infolgedessen konnte er im gleichen Monat nicht an den Tagungen des Tribunals in Kopenhagen teilnehmen, als ihm dänische Beamte die Einreise ohne Reisepass verwehrten. Daraufhin pendelte Schoenman zwischen einer Reihe europäischer Länder, von denen keines ihn einreisen lassen wollte, bevor er illegal nach Großbritannien kam, wo er zehn Tage blieb, bis er im Juni 1968 abgeschoben wurde.
Russell beendete seine Zusammenarbeit mit Schoenman im Dezember 1969 und erwirkte dessen Ausscheiden aus dem Vorstand der Bertrand Russell Peace Foundation. Daraufhin benannte Schoenman den US-amerikanischen Zweig der Foundation in „American Foundation for Social Justice“ um und setzte die Anhörungen zu den aus seiner Sicht US-amerikanischen Grausamkeiten in Vietnam fort.

### Iranische Revolution
Später ließ sich Schoenman in Princeton, New Jersey nieder. Er war wieder berechtigt zu reisen und besuchte den Iran während der letzten Tage der von den Vereinigten Staaten unterstützten Regierung des Schahs Mohammad Reza Pahlavi, um auf deren Grausamkeiten aufmerksam zu machen. Nach dem Sturz der Regierung behauptete Schoenman, es gebe eine konterrevolutionäre, amerikanische Interessen unterstützende Verschwörung, die versuche, kommunistische Kräfte auszuschalten. Gleichwohl wies ihn die neue provisorische revolutionäre Regierung im März 1979 aus.

### Rundfunkjournalist
Ab 2002 arbeitete er mit der Dokumentarfilmerin Mya Shone zusammen. Ihre politischen Kommentare werden von Radiostationen in vielen Teilen der Vereinigten Staaten und Kanadas ausgestrahlt, und sie produzierten gemeinsam die Radiosendung Taking Aim („ins Ziel fassen“), die annonciert wird als „kompromisslose, faktenreiche Enthüllungen der verborgenen Machenschaften eines kapitalistischen Systems, das von dauerhaftem Krieg abhängig“ sei. Um das Jahr 2009 wechselten sie von einer Rundfunkausstrahlung auf WBAI zu einem Webcast.

## Werke
- Death and Pillage in the Congo: A Study of Western Rule, 1965, OCLC 77008718
- A glimpse of American crimes in Vietnam, 1967, OCLC 468601
- Bertrand Russell: Philosopher of the Century, 1968, OCLC 5768265
- The Hidden History of Zionism, 1988, ISBN 978-0-929675-01-5, Online-Version
- Iraq and Kuwait: A History Suppressed, 1998, ISBN 978-0-929675-05-3